# Max champion de boxe
Max champion de boxe è un cortometraggio del 1910 diretto da Lucien Nonguet e Max Linder.

## Trama
Max partecipa ad un incontro di boxe e torna a casa affascinato da questo sport. Mentre è per la via di ritorno a casa, acquista un sacco da boxe e lo attacca al lampadario. Allenatosi, si sente pronto per sfidare ad un incontro di pugilato un suo amico. L'amico accetta la sfida e fissano l'incontro di pugilato in un ristorante, ma entrambi utilizzeranno ai piedi dei pattini a rotelle.

## Conosciuto anche come
- Francia (titolo alternativo): Champion de boxe
- Francia (titolo alternativo): Match de boxe entre patineurs à roulettes